# 弗谢沃洛德·弗拉基米罗维奇
弗谢沃洛德·弗拉基米罗维奇 Всеволод Владимирович（?—?），古罗斯王公。他是留里克王朝在弗拉基米尔-沃伦斯基领地的第一位统治者（约988年起） 。 
弗谢沃洛德·弗拉基米罗维奇为基辅大公弗拉基米尔一世·斯维亚托斯拉维奇之子，母亲是波洛茨克公主罗格涅达·罗格沃洛多芙娜。他是波洛茨克王公伊贾斯拉夫·弗拉基米罗维奇的弟弟。
大约在988年（一些编年史记载为987年或990年），弗谢沃洛德·弗拉基米罗维奇从父亲手中获得了弗拉基米尔-沃伦斯基作为领地。
在北欧史诗（萨迦）中记载了1015年有一位罗斯王子来到瑞典，并且大胆地向瑞典王后求爱。这一记载与部分古罗斯编年史吻合，如果是这样，那这位王子无疑就是弗谢沃洛德·弗拉基米罗维奇。
| 前任： 无 | 弗拉基米尔-沃伦斯基王公 | 继任： 斯维亚托斯拉夫·雅罗斯拉维奇 |